# Christiane Huth

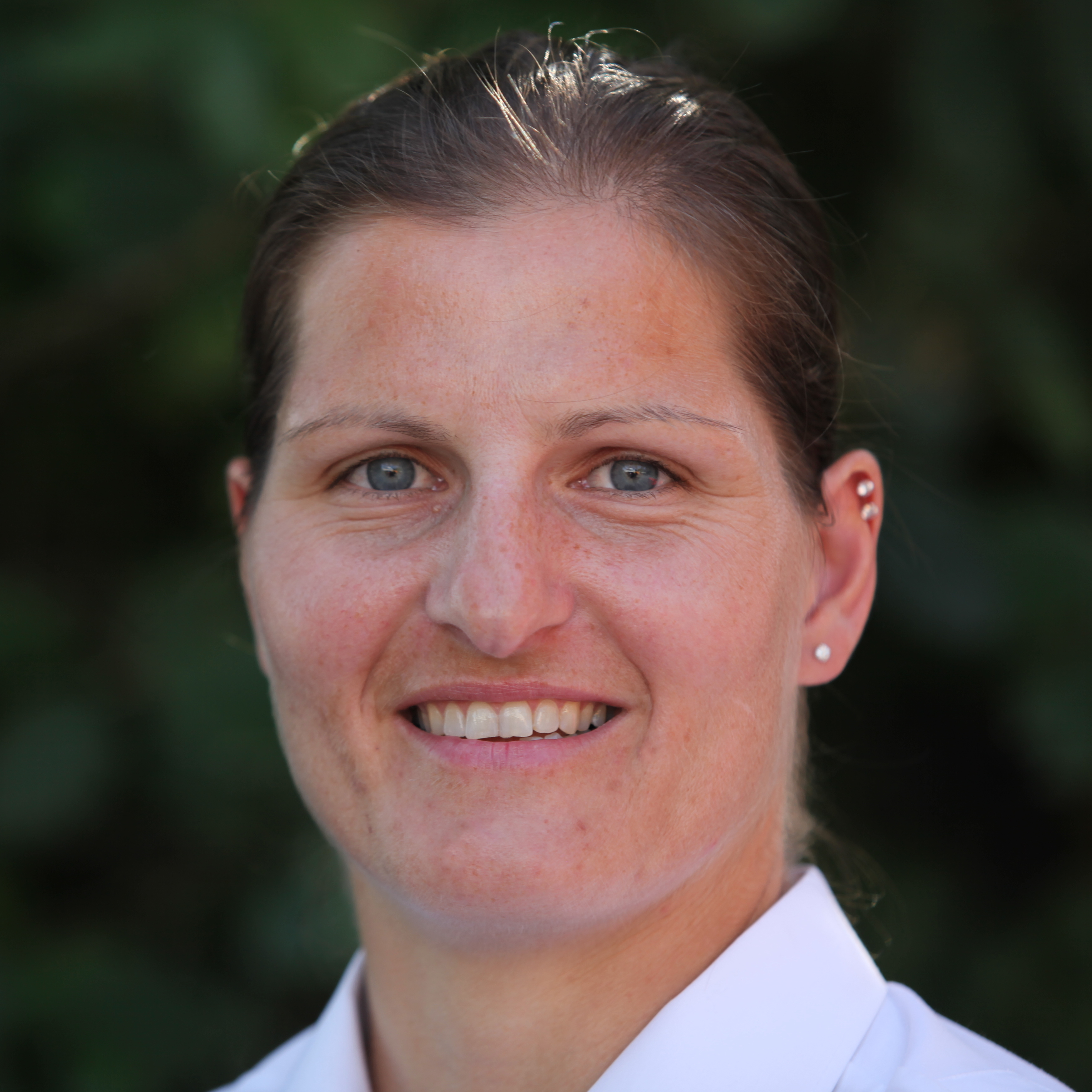
Christiane Huth (2014)

Christiane Huth (ur. 12 września 1980 w Suhl) – niemiecka wioślarka.

## Osiągnięcia
- Mistrzostwa Świata – Sewilla 2002 – dwójka podwójna – 5. miejsce[1].
- Mistrzostwa Świata – Gifu 2005 – dwójka podwójna – 4. miejsce[1].
- Mistrzostwa Świata – Eton 2006 – czwórka podwójna – 3. miejsce[1].
- Mistrzostwa Świata – Monachium 2007 – dwójka podwójna – 6. miejsce[1].
- Igrzyska Olimpijskie – Pekin 2008 – dwójka podwójna – 2. miejsce[1].
- Mistrzostwa Świata – Poznań 2009 – czwórka podwójna – 3. miejsce[1].